# Alan Kent
Alan M. Kent (Saint Austell, 1967 – 20 luglio 2022) è stato uno scrittore britannico.

## Biografia
Fu un poeta, romanziere, drammaturgo, curatore editoriale e saggista in lingua inglese. La maggior parte delle sue opere è ambientata in Cornovaglia. Molti suoi saggi si occupano di letteratura della Cornovaglia, sia in inglese sia in lingua cornica.

## Opere scelte

### Curatore editoriale
- Con T. Saunders (cura e traduzione), Looking at the Mermaid: A Reader in Cornish Literature 900-1900, 2000, Londra, Francis Boutle Publishers, ISBN 9781903427019
- Con A. Hale e T. Saunders, Inside Merlin's Cave: A Cornish Arthurian Reader, 2000, Londra, Francis Boutle Publishers, ISBN 9781903427040
- Voices from West Barbary: An Anthology of Anglo-Cornish Poetry 1549-1928, 2000, Londra, Francis Boutle Publishers, ISBN 9780953238880
- Con J. Hurst ed A.C. Symons, The Awakening: Poems Newly Found by Jack Clemo, 2003, Londra, Francis Boutle Publishers, ISBN 9781903427170
- The Dreamt Sea: An Anthology of Anglo-Cornish Poetry 1928-2004, 2005, Londra, Francis Boutle Publishers, ISBN 9781903427224
- Con G. McKinney, The Busy Earth: A Reader in Global Cornish Literature 1700-2000, 2008, St. Austell, Cornish Hillside Publications, ISBN 9781900147484
- Charles Valentine Le Grice: Cornwall's "Lost" Romantic Poet, Selected Poems, 2009, St. Austell, Lyonesse Press, ISBN 9781898795155
- Con D.R. Williams, The Francis Boutle Book of Cornish Short Stories, 2010, Londra, Francis Boutle Publishers, ISBN 9781903427552
- Four Modern Cornish Plays, 2010, Londra, Francis Boutle Publishers, ISBN 9781903427576
- Charles Causley Theatre Works, 2013, Londra, Francis Boutle Publishers, ISBN 9781903427774

### Altre pubblicazioni relative alla Cornovaglia
- Cousin Jack's Mouth-Organ: Travels in Cornish America, 2004, St. Austell, Cornish Hillside Publications, ISBN 9781900147378
- Con D.L.J. Merrifield, The Book of Probs: Cornwall's Garden Parish, 2004, Tiverton, Halsgrove, ISBN 9781841143279
- Con J. Beare, Celtic Cornwall: Penwith, West Cornwall & Scilly, 2012, Wellington, Halsgrove, ISBN 9780857040787

### Poesia
- Grunge, 1994, St. Austell, Lyonesse Press, ISBN 9781898795001
- Con P. Hodge, Out of the Ordinalia, 1995, St. Austell, Lyonesse Press, ISBN 9781898795018
- Con P. Hodge e B. Biscoe, Modern Cornish Poets/Berdh Arnowydh Kernewek, 1995, St. Austell, Lyonesse Press, ISBN 9781898795025
- The Hensbarrow Homilies, 2002, Penzance, The Hypatia Trust, ISBN 9781872229447
- Love and Seaweed, 2002, St. Austell, Lyonesse Press, ISBN 9781898795117
- A.M. Kent (traduzione di), Ordinalia: The Cornish Mistery Play Cycle - A Verse Translation, 2005, Londra, Francis Boutle Publishers, ISBN 9781903427279
- Assassin of Grammar, 2005, Penzance, Hypatia Publications, ISBN 9781872229560
- Stannary Parliament, 2006, St. Austell, Lyonesse Press, ISBN 9781898795124
- Druid Offsetting, 2008, St. Austell, Lyonesse Press, ISBN 9781898795094
- The Hope of Place: Selected Poems in English 1990-2010, 2010, Londra, Francis Boutle Publishers, ISBN 9781903427637

### Teatro

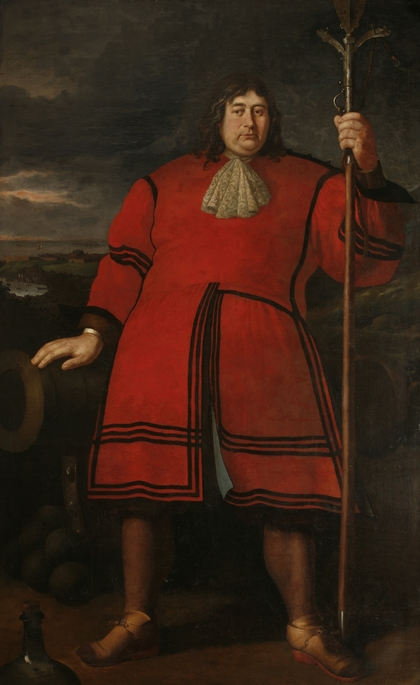
Anthony Payne, protagonista della commedia Oogly Es Syn

- Nativitas Christi/The nativity: A New Cornish Mistery Play, Londra, Francis Boutle Publishers, ISBN 9781903427316
- Oogly Es Syn: The Lamentable Ballad of Anthony Payne, Cornish Giant, Londra, Francis Boutle Publishers, ISBN 9781903427385
- The Tin Violin, The Adventures of Joseph Emidy: A Cornish Tale, Londra, Francis Boutle Publishers, ISBN 9781903427422
- Surfing Tommies: A Cornish Tragedy, Londra, Francis Boutle Publishers, ISBN 9781903427484
- A Mere Interlude, 2010, Londra, Francis Boutle Publishers, ISBN 9781903427569
- National Minority, 2015, Londra, Francis Boutle Publishers, ISBN 978-1-903427-90-3

### Narrativa
- Clay, 1991, Launceston, Amigo Books, ISBN 1872416012
- Yowann and the Knot of Time, 1996, St. Austell, Lyonesse Press, ISBN 1898795037
- Proper Job, Charlie Curnow!, 2005, Tiverton, Halsgrove, ISBN 9781841144887
- Electric Pastyland, 2007, Wellington, Halgrove, ISBN 9780955647727
- Con N. Williams (tr.), The Cult of Relics: Devocyon dhe Gernow (HB), 2010, Cathair na Mart, Evertype, ISBN 9781904808411
- Con N. Williams (tr.), The Cult of Relics: Devocyon dhe Gernow (PB), 2011, Cathair na mart, Evertype, ISBN 9781904808794
- Voodoo Pilchard, 2011, Wellington, Halgrove, ISBN 9781906551278
- Voog's Ocean, 2012, Wellington, Ryelands Publishing, ISBN 9781906551353

### Narrativa per ragazzi
- Con G. Cailes e N. Kennedy, Beast of Bodmin Moor, 2011, Cathair na Mart, Evertype, ISBN 9781904808770